# Biblioteca nazionale d'Angola
La Biblioteca nazionale d'Angola (Biblioteca Nazionale d'Angola) è tra le biblioteche più grandi del paese, membro dell'IFLA dal 1977 e depositaria dell'UNESCO dal 1985.

## Storia, compiti ed organizzazione
La prima raccolta libraria è organizzata nel 1938 all'interno del Museo nazionale di Angola, durante il dominio coloniale portoghese. Grazie alla piena collaborazione della Biblioteca nazionale del Portogallo di Lisbona, la Biblioteca nazionale d'Angola viene istituita il 27 dicembre 1969 con l'obiettivo di fornire servizi di lettura pubblica, consultazione e ricerca, e agire come centro per la diffusione della cultura.
Con l'approvazione del nuovo statuto, dal 3 marzo del 1977, la Biblioteca nazionale ha il compito di coordinare e organizzare il catalogo unico di tutte le biblioteche dell'Angola, stabilire un sistema di catalogazione e classificazione per tutte le biblioteche, incoraggiare la nascita di nuovi istituti culturali e promuovere l'amore per la lettura, libera o guidata. Inoltre, la Biblioteca si occupa di preservare e promuovere la crescita del patrimonio bibliografico nazionale e garantire il deposito legale delle pubblicazioni del paese.
Dal 26 ottobre del 2011, il governo ha affidato alla Biblioteca il coordinamento della Rete Nazionale delle Biblioteche Pubbliche di Angola (RNBPA).
Il patrimonio librario stimato ammonta sulle 100.000 unità circa.

## Fonti
- (EN) Sito ufficiale, su nationallibraryofangola.org. URL consultato il 5 febbraio 2016 (archiviato dall'url originale il 22 giugno 2015).
- (PT) Biblioteche Lusofone, su bibliotecadigitallusofona.org. URL consultato il 13 febbraio 2016 (archiviato dall'url originale il 12 giugno 2018).

| Controllo di autorità | VIAF (EN) 140903376 · LCCN (EN) n98900258 · GND (DE) 1062571673 |